# 4e brigade de chars (Ukraine)
Pour les articles homonymes, voir 4e brigade.
La 4e brigade de chars, de son nom complet la 4e brigade séparée de chars nommée d'après l'hetman Ivan Vyhovsky (en ukrainien : 4-та окрема танкова бригада імені гетьмана Івана Виговського, abrégé en 4 ОТБр), qui peut être aussi traduit par 4e brigade blindée, est une grande unité blindée des troupes terrestres des Forces armées de l'Ukraine. Elle était une unité du corps de réserve.

## Historique
La brigade est formée à partir du 6 décembre 2017 pour servir d'unité du corps de réserve, tandis que les 1re et 17e étaient les seules brigades de chars à quasi plein effectif (d'active) des forces armées ukrainiennes. Elle est alors équipée de chars T-64 et T-72. En 2018, elle a effectué ses premiers exercices de coordination au combat, sur le terrain d'exercice de Hontcharivske.
En 2019, pendant la guerre du Donbass, la brigade est envoyée dans la zone d'opération anti-terroriste pour soutenir la 72e brigade mécanisée et la 36e brigade d'infanterie navale. Elle est alors équipée de chars T-64BM2 Bulat et T-72, épaulés par des BMP-2 et diverses pièces d'artillerie.

### Invasion russe de l'Ukraine

#### Secteur d'Izioum - Kharkiv (mars - septembre 2022)
Lors de l'invasion russe débutant en février 2022 la 4e brigade de chars est en réserve. Des éléments de la brigade sont repérés sur le front de Kharkiv pour la première fois en avril-mai 2022, à l'ouest d'Izyum du côté de Protopopivka dont un à deux bataillons de chars et de l'artillerie,.
La brigade joue un rôle important dans la contre-offensive de Kharkiv en septembre 2022. Au moins un bataillon participe à la percée au nord de Balaklia aux côtés de la 25e brigade aéroportée, la 80e brigade d'assaut aérien et la 92e brigade mécanisée tandis que le 2e bataillon, stationné au sud d'Izioum, contribue à la libération de la ville. Dans le mois suivant, elle a continué des opérations offensives vers l'est, en traversant le fleuve Oskol et en avançant vers Svatove.

#### Front de l'est (depuis octobre 2022)
En décembre 2022, tandis que le groupe d'artillerie (2e bataillon automoteur) reste stationné près de Koupiansk, une partie de la brigade (dont au moins le 3e bataillon et le bataillon mécanisé) sont transférés dans la région de Bakhmout fin décembre. Elle contribue à stabiliser la ligne de front après la pénétration russe de Soledar du 5 au 7 janvier 2023. À la suite de la perte de la ville, elle est employée au soutien des 61e brigade d'infanterie et 63e brigade mécanisée, déployées le long de la ligne fortifiée au nord de Bakhmout et de Tchassiv Iar près de Bohdanivka. Ils y restent au moins jusqu'en mai 2023 avant d'être déplacés dans le secteur de Svatove - Kreminna.
Le 24 février 2023, la Pologne remet à la 4e brigade de chars les quatre premiers (sur 14) chars Leopard 2A4. Ils deviendront ensuite le bataillon de chars de la 33e brigade mécanisée. Il est toutefois impossible de déterminer si ce bataillon a été remplacé au sein de la brigade.
A la fin 2023, le 3e bataillon est à l'ouest de Kreminna appuyant les 21e brigade et 60e brigade mécanisée, le 2e bataillon dans le secteur de Koupiansk et un autre bataillon dans le secteur de Velyka Novossilka, près de Novodonetske occupée par les forces russes.

## Structure depuis2022

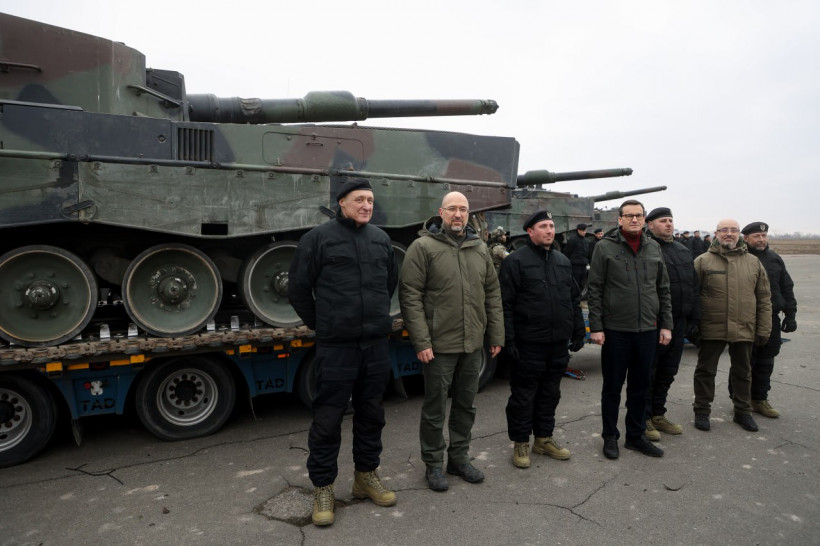
Réception des chars Leopard 2 le 24 2 2023.

### Ordre de bataille
En septembre 2024, l'ordre de bataille connu de la brigade est le suivant :
- État-major (штаб) de la brigade ;
  - 
    -  compagnie de protection du QG ;

  -  1er bataillon de chars ;
  -  2e bataillon de chars ;
  -  3e bataillon de chars ;
  -  4e bataillon de chars ;
  -  bataillon mécanisé (sur BMP-1) ;
  -  1er bataillon de fusiliers
  -  2e bataillon de fusiliers[10] ;
  -  Groupe d'artillerie de la brigade :
    - 
      -  État-major (штаб) du groupe d'artillerie ;
      -  batterie de contrôle et d'acquisition de cibles ;

    -  1er bataillon d'artillerie automotrice [11] (2S3 Akatsiya) ;
    -  2e bataillon d'artillerie automotrice (2S1 Gvozdika) ;
    -  Bataillon de lance-roquettes multiples (BM-21 Grad) ;
    -  compagnie anti-char ;

  -  bataillon de défense antiaérienne (9K35 Strela-10) ;
  -  compagnie de reconnaissance ;
  -  bataillon du génie ;
  -  bataillon de maintenance ;
  -  bataillon logistique ;
  -  compagnie de tireurs d'élite ;
  -  compagnie de guerre électronique ;
  -  compagnie de transmissions ;
  -  compagnie de radars (désignation d'objectifs) ;
  -  compagnie de défense NRBC ;
  -  compagnie médicale (soins et évacuation)[12].

### Matériels et équipements
La brigade est équipée de chars T-72M1 et T-72AMT. Elle disposait auparavant de T-64BV.

## Traditions

### Honneurs
La brigade porte comme titre honorifique le nom de l'hetman des cosaques de 1657 à 1659 Ivan Vyhovsky, qui a recherché l'alliance de la Pologne-Lituanie contre la Moscovie.

### Devise
La devise en latin Furor arma ministrat se traduit par « La rage contrôle les armes ! »

#### De 2017 à 2019 dans le cadre du Corps de réserve

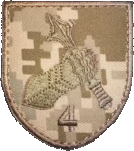
insigne de combat de 2017

### Insignes de la brigade

#### 2019
Insigne approuvé par le ministère des armées,.
Description de l'insigne :

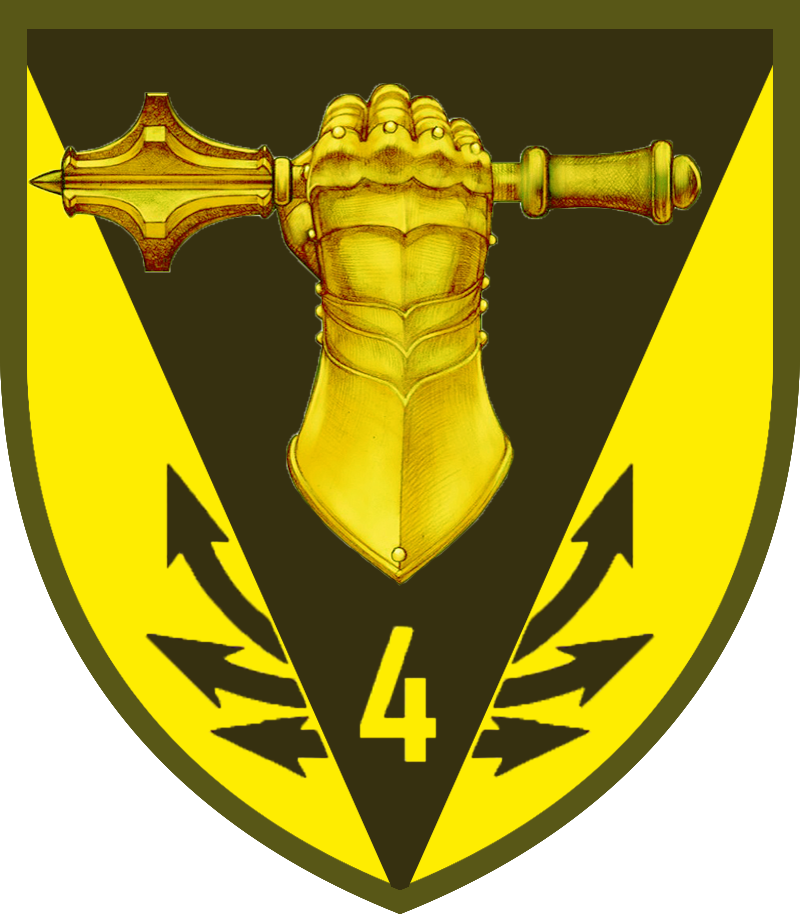
insigne de 2019

- Insigne d'arme : de sable au gantelet tenant une masse d'arme posé en Tau et soutenu d'un chiffre 4, le tout d'or, chaussé du même chargé en pointe, à dextre et à senestre de trois flèches de mouvement de troupe de sable mouvantes de la partition et ployées vers le chef, celle en pointe faiblement, celle en chef longeant le trait de la partition.
- Insigne d'épaule de combat : même chose mais utilisation de couleurs désaturées pour des raisons de camouflage.

Symbolique des figures utilisées :
- Couleur noire : C'est la couleur des unités de chars ukrainiennes[13].
- Le gantelet d'armure tenant armé d'une masse d'arme) est l'emblème des troupes blindées.
- Les six flèches qui s'écartent du triangle représentent les icônes tactiques utilisées pour marquer les directions de mouvement des unités de chars sur les cartes militaires[13],[9].
- Le chiffre 4 est le numéro de l'Unité

#### 2022
Description de l'insigne :

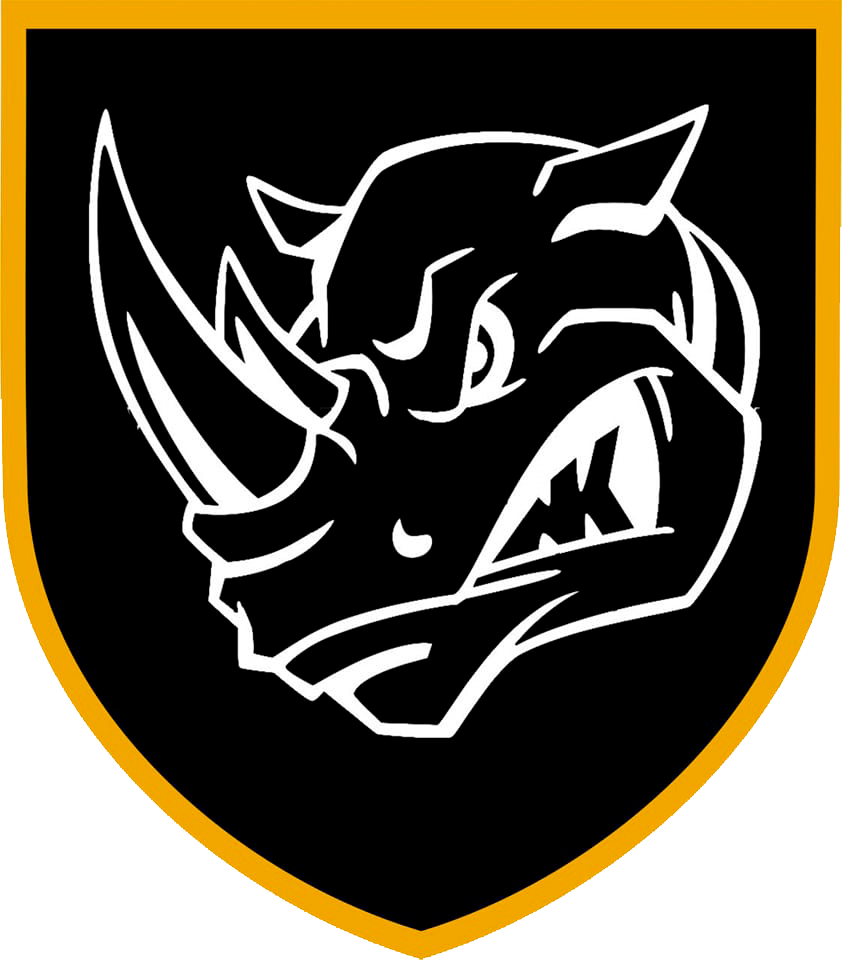
insigne de 2022

- Insigne d'arme : de sable à l'ombre d'une tête de rhinocéros blanc arborant un rictus
- Insigne d'épaule de combat : même chose mais utilisation de couleur désaturées pour des raisons de camouflage.

Symbolique des figures utilisées :
- Couleur noire : C'est la couleur des unités de chars ukrainiennes[13].
- Le rhinocéros très en colère (selon la description des soldats de l'unité) : il représente la force, la fureur, et l'endurance indomptable des armes prêtes au combat[13].

L'insigne de 2022 n’est jamais approuvé par le ministère de la défense,.

#### 2023
L'insigne de 2023, créé par le Département central du développement et du soutien matériel des forces armées ukrainiennes et approuvé par le ministère de la défense le 26 juillet 2023, utilise un liséré jaune au lieu du liséré orange. Il troque la tête de rhinocéros, pourtant populaire auprès des soldats, contre une tête de lion, avec quatre langues de feu sortant de sa gueule,.
Description de l'insigne :

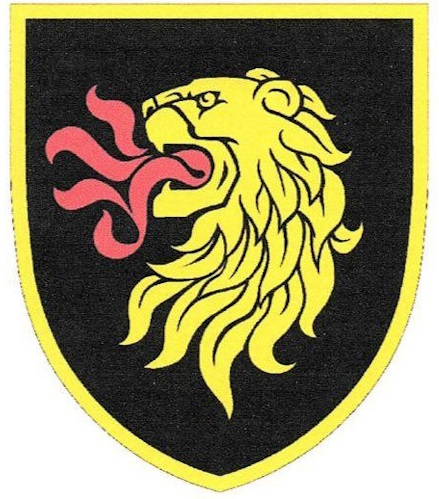
insigne de 2023

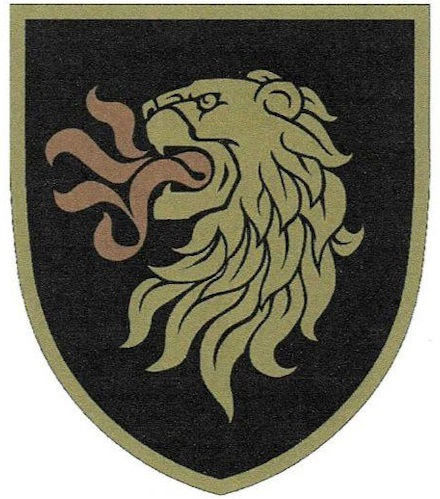
insigne de combat de 2023.

- Insigne d'arme : de sable, à une tête et col de lion d'or crachant quatre flammes de gueules.
- Insigne d'épaule de combat : même chose mais utilisation de couleur désaturées pour des raisons de camouflage.

Symbolique des figures utilisées :
- Couleur noire : C'est la couleur des unités de chars ukrainiennes[13].
- Tête de lion dorée cracheuse de feu avec quatre langues de flammes rouges : "Indique les spécificités des activités de la brigade". Cette symbolique n'a pas été comprise par les soldats de la brigade[13].

#### 2024
En novembre 2023, à la suite de la polémique et de la démoralisation au sein de l'unité engendrée par l'insigne précédent, rejeté majoritairement par les soldats et ridiculisé sur les réseaux sociaux ("un lion qui fume pour symboliser un tank qui brûle" ou "le burnout des soldats" ou encore "l'emblème déjà utilisé par une bière connue"), le Département des symboles militaires du ministère de la défense, à la demande du commandant d'unité, élabore un nouvel insigne, approuvé par le commandant d'unité le 21 novembre 2023 au nom de ses soldats et approuvé par le ministère de la défense le 23 décembre 2023. Le nouvel emblème représente une tête de rhinocéros blanc sur fond noir avec le liséré orange clair.
Description de l'insigne :

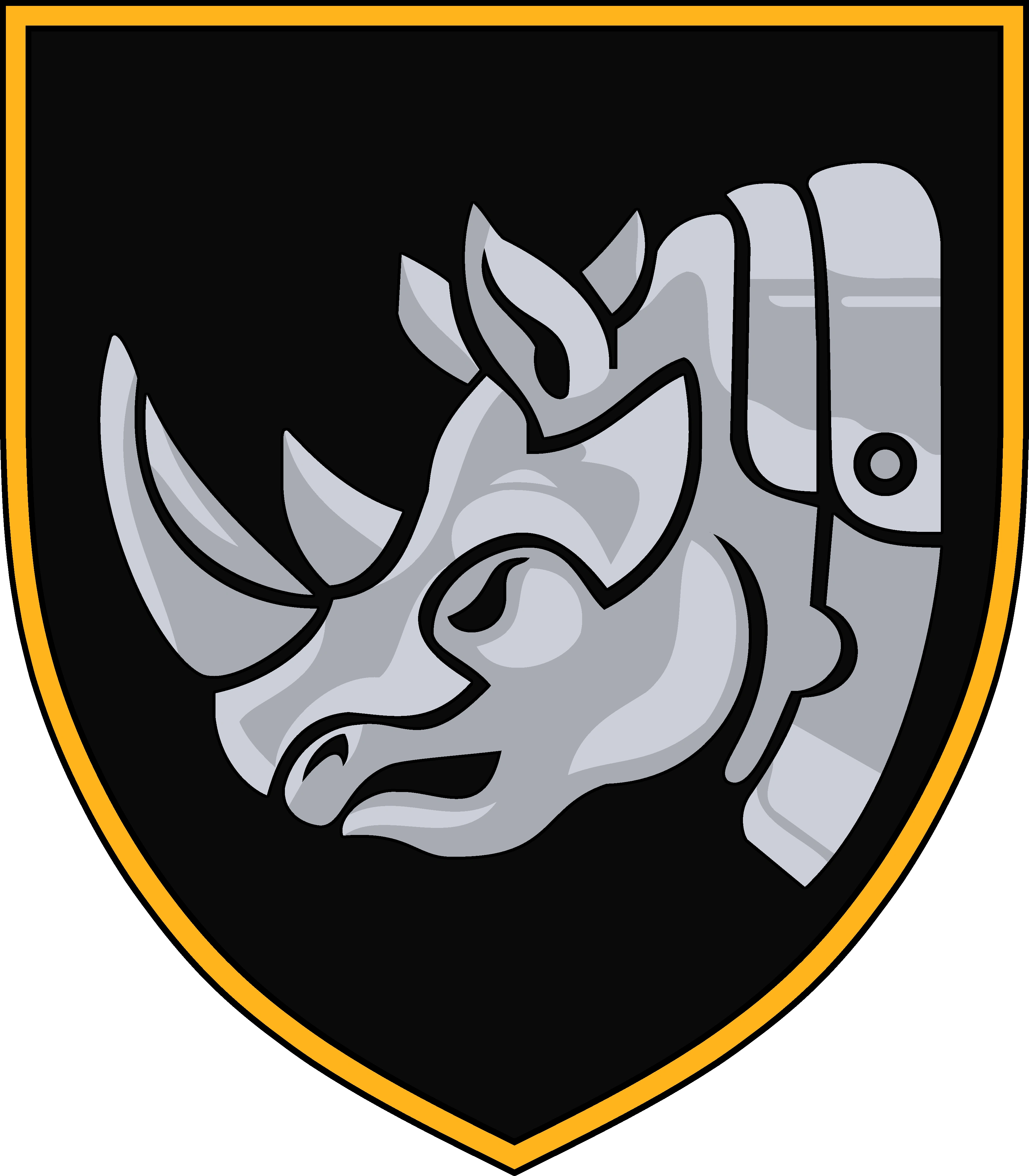
insigne de 2024

- Insigne d'arme : de sable à une tête et col de rhinocéros blanc vêtue d'une armure, tous au naturel.
- Insigne d'épaule de combat : même chose mais utilisation de couleur désaturées pour des raisons de camouflage.

Symbolique des figures utilisées :
- Couleur noire : C'est la couleur des unités de chars ukrainiennes[13].
- Rhinocéros blanc en armure : Il est "symbole d'endurance et d'invincibilité, de force débridée et de fureur inhérente aux troupes de chars"[13].